# Ufo Ufes
D. Ufo Ufes também conhecido como Ataulfo Ataúlfes (925 -?) foi um Rico-homem e Cavaleiro medieval do Condado Portucalense, foi Capitão-general do concelho de Vieira do Minho e governador de Viseu.
A freguesia de Canelas (Penafiel) teve nas suas origens o Solar, casa e quinta de  D. Ufa Ufes filha de D. Ufo Ufes.

## Relações familiares
Foi filho de D. Hugo Soares Belfaguer (900 -?) e de Mendola (c. 900 -?). Casou com Teresa Soares (c. 925 -?) de quem teve:
1. D. Vizoi Vizois (c. 950 -?) casou com Munia Goçoy.
2. Santa Senhorinha de Bastos (c. 950 - Vieira do Minho, Mosteiro, Mosteiro de São João de Vieira 22 de Abril de 982).
3. D. Ufa Ufes casada com Arnaldo Eris de Baião, Senhor de Baião, que veio para a Península Ibérica para ajudar a expulsar os mouros.